# 진주 담산고택 고문서
진주 담산고택 고문서(晋州 澹山古宅 古文書)는 대한민국 경상남도 진주시 대곡면 단목리에 있는 조선시대의 고문서이다.
2004년 7월 1일 경상남도의 유형문화재 제409호 진주단목리담산고택소장고문서로 지정되었다가, 2018년 12월 20일 현재의 명칭으로 변경되었다.

## 개요
창주(滄洲) 하증(1563~1624)은 남명학파의 중요인물로 창주가문의 후손들이 대를 이어 세거하면서 소장되어 전해지는 고문서로 희귀한 준호구와 분재기에서도 별급문기, 유언, 증여문기 등 다양하게 전해지며, 산송이나 창주관련 위토를 둘러싼 상서, 전령, 완문 등의 문서도 양이 적지 않다. 또한 간찰의 양도 많고 작성기간도 오래된 것이 많아 조선시대 다양한 문서를 한눈에 볼 수 있으며 지방에 소재한 선비가문이 세거하면서 인근 유림들과의 유대관계를 살필 수 있고, 살아 온 과정들을 한눈에 알 수 있어 중요한 자료이다.

## 참고 문헌
- 진주 담산고택 고문서 - 국가유산청 국가유산포털